# Fiorano Circuit
Fiorano Circuit är en testbana i Italien som ägs av Ferrari. Banan ligger i den norditalienska staden/kommunen Fiorano Modenese, och i anslutning till Ferraris produktionsanläggning i angränsande Maranello.
Banan byggdes 1972, är 8,4 meter bred och 3 021 meter lång. Eftersom banan är byggd för att testa bilar har den många olika typer av svängar och hörn, med kurvdiametrar på mellan 13,7 meter och 370 meter.
Bilen Ferrari 599 GTB Fiorano har fått sitt namn efter banan.
Varvrekordet är på 55,999 sekunder och innehavs av Michael Schumacher i en Ferrari F2004.